# Stazione di Terlano-Andriano
La stazione di Terlano-Andriano (in tedesco Bahnhof Terlan-Andrian) è una stazione ferroviaria posta sulla linea Bolzano-Merano. Serve i centri abitati di Terlano e di Andriano.

## Storia
Fino al 1936 era denominata semplicemente "Terlano".